# Paolo Meneguzzi

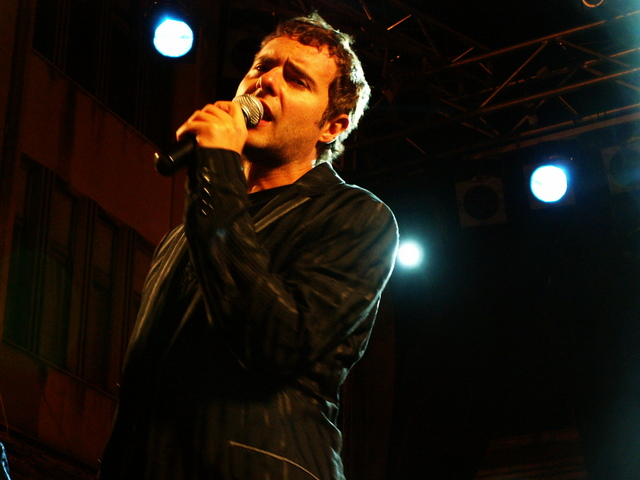
Paolo Meneguzzi

Paolo Meneguzzi (n. Mendrisio, Cantó de Ticino, Suïssa, 6 de desembre de 1976) és un cantant italo-suís. Es va fer famós el 1996, quan va guanyar el Festival Internacional de la Cançó de Viña del Mar, representant a Itàlia amb la cançó Ària, Ariò. També va participar durant diversos anys al Festival de San Remo. Meneguzzi va ser triat per a representar a Suïssa al Festival de la Cançó d'Eurovisió 2008, que es realitzà a la ciutat de Belgrad, Sèrbia.

## Discografia
| - 1996 - Por Amor - 1997 - Paolo - 1997 - Sólo para ti - 1999 - Emociones - 2001 - Un sueño entre las manos - 2005 - Ella es - 2008 - Música - 2004 - Elle est | - 2001 - Un sogno nelle mani - 2003 - Lei é - 2004 - Lei é (re-edición) - 2005 - Favola - 2007 - Musica - 2008 - Corro via - 2010 - Miami - 2007 - Live Musica Tour |